# Liste des députés roumains de 2012 à 2016
La Chambre des députés de la Roumanie compte 412 membres pour la 7e législature (2012-2016).

## Composition
| Nom                            | Județ           | Parti | Parti                                                                       |
| ------------------------------ | --------------- | ----- | --------------------------------------------------------------------------- |
| Ioan Dîrzu                     | Alba            |       | PSD                                                                         |
| Clement Negruț                 | Alba            |       | PDL indépendant (septembre 2013)                                            |
| Dan-Coriolan Simedru           | Alba            |       | PNL                                                                         |
| Comșa Cornel-George            | Alba            |       | PPDD indépendant (mars 2014)                                                |
| Potor Călin                    | Alba            |       | PNL PSD                                                                     |
| Căprar Dorel-Gheorghe          | Arad            |       | PSD                                                                         |
| Claudia Boghicevici            | Arad            |       | PDL PNL (février 2015)                                                      |
| Ion Șcheau                     | Arad            |       | PPDD PNL                                                                    |
| Mihăiță Calimente              | Arad            |       | PNL                                                                         |
| Eusebiu-Manea Pistru-Popa      | Arad            |       | PDL PNL (février 2015)                                                      |
| Flavius-Luigi Măduța           | Arad            |       | PSD                                                                         |
| Gheorghe Firczak               | Arad            |       | UCRR                                                                        |
| Ștefan-Petru Dalca             | Arad            |       | PPDD UNPR (août 2015)                                                       |
| Daniel Constantin              | Argeș           |       | PC                                                                          |
| Simona Bucura-Oprescu          | Argeș           |       | PSD                                                                         |
| Radu Costin Vasilică           | Argeș           |       | PSD                                                                         |
| Mihai Deaconu                  | Argeș           |       | PPDD                                                                        |
| Mircea Gheorghe Drăghici       | Argeș           |       | PSD                                                                         |
| Cătălin-Marian Rădulescu       | Argeș           |       | PSD                                                                         |
| Bogdan-Nicolae Niculescu-Duvăz | Argeș           |       | PSD                                                                         |
| Ioana-Jenica Dumitru           | Argeș           |       | PPDD UNPR (juin 2014)                                                       |
| Andrei-Dominic Gerea           | Argeș           |       | PNL indépendant (juillet 2014)                                              |
| Gheorghe Marin                 | Argeș           |       | PSD                                                                         |
| Cătălin-Florin Teodorescu      | Argeș           |       | PDL PNL (février 2015)                                                      |
| Ionel Palăr                    | Bacău           |       | PNL                                                                         |
| Iulian Iancu                   | Bacău           |       | PSD                                                                         |
| Constantin Avram               | Bacău           |       | PC                                                                          |
| Ion Melinte                    | Bacău           |       | PPDD PSD (septembre 2013)                                                   |
| Lucian Șova                    | Bacău           |       | PSD                                                                         |
| Valerian Vreme                 | Bacău           |       | PDL Indépendant (mai 2013) UNPR (janvier 2015)                              |
| Cosmin Necula                  | Bacău           |       | PSD                                                                         |
| Miron Alexandru Smarandache    | Bacău           |       | PPDD PSD (octobre 2013)                                                     |
| Lucian-Manuel Ciubotaru        | Bacău           |       | PNL                                                                         |
| Petru Gabriel Vlase            | Bacău           |       | PSD                                                                         |
| Viorica Marcu                  | Bacău           |       | PNL                                                                         |
| Attila-Zoltán Cseke            | Bihor           |       | UDMR                                                                        |
| Ödön Szabó                     | Bihor           |       | UDMR                                                                        |
| Gheorghe Costin                | Bihor           |       | PNL                                                                         |
| Adrian-Miroslav Merka          | Bihor           |       | UDSCR                                                                       |
| Ioan Hulea                     | Bihor           |       | PPDD UNPR (décembre 2013)                                                   |
| Florica Cherecheș              | Bihor           |       | PNL                                                                         |
| Liviu Laza-Matiuța             | Bihor           |       | PDL PNL (février 2015)                                                      |
| Lucia-Ana Varga                | Bihor           |       | PNL                                                                         |
| Ioan Cupșa                     | Bihor           |       | PNL                                                                         |
| Sonia-Maria Drăghici           | Bihor           |       | PSD                                                                         |
| Gheorghe-Dănuț Bogdan          | Bihor           |       | PSD                                                                         |
| Ioan-Sorin Roman               | Bihor           |       | PSD                                                                         |
| Adriana-Doina Pană             | Bistrița-Năsăud |       | PSD                                                                         |
| Vasile-Daniel Suciu            | Bistrița-Năsăud |       | PSD                                                                         |
| Ioan Oltean                    | Bistrița-Năsăud |       | PDL PNL (février 2015)                                                      |
| Nechita-Stelian Dolha          | Bistrița-Năsăud |       | PNL                                                                         |
| Andrei Dolineaschi             | Botoșani        |       | PSD                                                                         |
| Roxana-Florentina Anușca       | Botoșani        |       | PNL                                                                         |
| Liliana Mincă                  | Botoșani        |       | PPDD UNPR (août 2015)                                                       |
| Mihai Baltă                    | Botoșani        |       | PSD                                                                         |
| Costel Șoptică                 | Botoșani        |       | PNL                                                                         |
| Cristian-Constantin Roman      | Botoșani        |       | FC PNL (juillet 2014)                                                       |
| Tamara-Dorina Ciofu            | Botoșani        |       | PSD                                                                         |
| Dumitru-Verginel Gireadă       | Botoșani        |       | PNL                                                                         |
| Constantin Niță                | Brașov          |       | PSD                                                                         |
| Maria Grecea                   | Brașov          |       | PPDD PNL (septembre 2013)                                                   |
| Emil Niță                      | Brașov          |       | PSD                                                                         |
| Mihai Aurel Donțu              | Brașov          |       | PNL                                                                         |
| Gabriel Andronache             | Brașov          |       | PDL PNL (mai 2013)                                                          |
| Petre Roman                    | Brașov          |       | PNL                                                                         |
| Gheorghe Ialomițianu           | Brașov          |       | PDL PNL (février 2015)                                                      |
| Daniel-Cătălin Zamfir          | Brașov          |       | PNL                                                                         |
| Viorel Marian Dragomir         | Brăila          |       | PSD                                                                         |
| Vasile Varga                   | Brăila          |       | PNL                                                                         |
| Alexandru Nazare               | Brăila          |       | PDL PNL (février 2015)                                                      |
| Cristian Rizea                 | Brăila          |       | PSD                                                                         |
| Marioara Nistor                | Brăila          |       | PPDD UNPR (mai 2014)                                                        |
| Mihai Tudose                   | Brăila          |       | PSD                                                                         |
| Dorin Silviu Petrea            | Brăila          |       | UNPR                                                                        |
| Ion-Marcel Ciolacu             | Buzău           |       | PSD                                                                         |
| Titi Holban                    | Buzău           |       | PNL UNPR (mars 2014)                                                        |
| Eugen Nicolicea                | Buzău           |       | UNPR                                                                        |
| Erland Cocei                   | Buzău           |       | PNL                                                                         |
| Cezar-Florin Preda             | Buzău           |       | PDL PNL (février 2015)                                                      |
| Adrian Mocanu                  | Buzău           |       | PSD                                                                         |
| Valentin Blănariu              | Caraș-Severin   |       | PPDD UNPR (décembre 2014)                                                   |
| Ion Mocioalcă                  | Caraș-Severin   |       | PSD                                                                         |
| Ioan Benga                     | Caraș-Severin   |       | PSD                                                                         |
| Dan-Laurențiu Tocuț            | Caraș-Severin   |       | PNL Indépendant (septembre 2014)                                            |
| Slavomir Gvozdenovici          | Caraș-Severin   |       | USR                                                                         |
| Giureci-Slobodan Ghera         | Caraș-Severin   |       | UCR                                                                         |
| Ion Tabugan                    | Caraș-Severin   |       | UNPR                                                                        |
| Valeria-Diana Schelean         | Caraș-Severin   |       | PDL PNL (février 2015)                                                      |
| Valentin Rusu                  | Caraș-Severin   |       | PNL                                                                         |
| Raluca Surdu                   | Călărași        |       | PNL                                                                         |
| Maria Dragomir                 | Călărași        |       | PPDD Indépendante (décembre 2014)                                           |
| Dan-Ştefan Motreanu            | Călărași        |       | PNL                                                                         |
| Vasile Iliuță                  | Călărași        |       | PDL PNL (février 2015)                                                      |
| Daniel Florea                  | Călărași        |       | PSD                                                                         |
| Aurel Vainer                   | Călărași        |       | FCER                                                                        |
| Aurel Niculae                  | Călărași        |       | PNL UNPR (août 2014)                                                        |
| Valeriu-Andrei Steriu          | Călărași        |       | UNPR                                                                        |
| Cornel Itu                     | Cluj            |       | PSD                                                                         |
| Aurelia Cristea                | Cluj            |       | PSD                                                                         |
| Nechita-Adrian Oros            | Cluj            |       | PNL                                                                         |
| Adrian Gurzău                  | Cluj            |       | PDL Indépendant (février 2014)                                              |
| Steluța-Gustica Cătăniciu      | Cluj            |       | PNL Indépendante (avril 2014)                                               |
| Radu Zlati                     | Cluj            |       | PNL                                                                         |
| Ioan Moldovan                  | Cluj            |       | PPDD PC (janvier 2013)                                                      |
| Vicențiu-Mircea Irimie         | Cluj            |       | PDL PC (janvier 2013)                                                       |
| Elena-Ramona Uioreanu          | Cluj            |       | PNL                                                                         |
| András-Levente Máté            | Cluj            |       | UDMR                                                                        |
| Mihai Tararache                | Constanța       |       | PPDD Indépendant (avril 2013)                                               |
| Remus Cernea                   | Constanța       |       | PV                                                                          |
| Varol Amet                     | Constanța       |       | UDTTMR                                                                      |
| Mihai Lupu                     | Constanța       |       | PNL                                                                         |
| Andrei-Răzvan Condurățeanu     | Constanța       |       | PPDD UNPR (décembre 2013) Indépendant (avril 2015)                          |
| Eduard-Stelian Martin          | Constanța       |       | PSD                                                                         |
| Manuela Mitrea                 | Constanța       |       | PSD                                                                         |
| Iusein Ibram                   | Constanța       |       | UDTR                                                                        |
| Mădălin-Ștefan Voicu           | Constanța       |       | PSD                                                                         |
| Gheorghe Dragomir              | Constanța       |       | PNL                                                                         |
| Ileana-Cristina Dumitrache     | Constanța       |       | PSD                                                                         |
| Victor-Gheorghe Manea          | Constanța       |       | PNL                                                                         |
| Radu Babuș                     | Constanța       |       | PSD                                                                         |
| Florin Gheorghe                | Constanța       |       | PDL Indépendant (février 2014) UNPR (septembre 2014)                        |
| Mircea-Titus Dobre             | Constanța       |       | PSD                                                                         |
| Árpád-Francisc Márton          | Covasna         |       | UDMR                                                                        |
| Nicolae Păun                   | Covasna         |       | PRPE                                                                        |
| László-Ődőn Fejér              | Covasna         |       | UDMR                                                                        |
| Horia Grama                    | Covasna         |       | PSD                                                                         |
| Ion Pârgaru                    | Dâmbovița       |       | PNL Indépendant (septembre 2014) UNPR (mars 2015)                           |
| Ion Stan                       | Dâmbovița       |       | PSD                                                                         |
| Rovana Plumb                   | Dâmbovița       |       | PSD                                                                         |
| Ionuț-Cristian Săvoiu          | Dâmbovița       |       | PSD                                                                         |
| Florin Aurelian Popescu        | Dâmbovița       |       | PDL Indépendant (février 2014)                                              |
| Radu Mihai Popa                | Dâmbovița       |       | PPDD Indépendant (mai 2013) PSD (septembre 2013) Indépendant (février 2015) |
| Carmen-Ileana Moldovan         | Dâmbovița       |       | PSD                                                                         |
| Zisu Stanciu                   | Dâmbovița       |       | PSD                                                                         |
| Georgică Dumitru               | Dâmbovița       |       | PC                                                                          |
| Vasile Horga                   | Dâmbovița       |       | PNL                                                                         |
| Iulian Vladu                   | Dâmbovița       |       | PDL PNL (février 2015)                                                      |
| Valeriu-Ștefan Zgonea          | Dolj            |       | PSD                                                                         |
| Gheorghe Nețoiu                | Dolj            |       | PPDD UNPR (juillet 2013)                                                    |
| Constantin Dascălu             | Dolj            |       | PDL PNL (février 2015)                                                      |
| Florentin Gust-Băloșin         | Dolj            |       | PSD Indépendant (février 2015)                                              |
| Ion Călin                      | Dolj            |       | PSD                                                                         |
| Ionuț-Marian Stroe             | Dolj            |       | PSD                                                                         |
| Petre Petrescu                 | Dolj            |       | PSD Indépendant (février 2015)                                              |
| Iulian-Claudiu Manda           | Dolj            |       | PSD                                                                         |
| Constantin-Cosmin Enea         | Dolj            |       | PNL PSD (mars 2014)                                                         |
| Mihai-Alexandru Voicu          | Dolj            |       | PNL                                                                         |
| Daniel Iane                    | Dolj            |       | PNL                                                                         |
| Mircea-Nicu Toader             | Galați          |       | PDL PNL (février 2015)                                                      |
| Laura Marin                    | Galați          |       | PSD                                                                         |
| Liviu-Bogdan Ciucă             | Galați          |       | PC                                                                          |
| Eugen Chebac                   | Galați          |       | PPDD UNPR (septembre 2013)                                                  |
| Florin-Costin Pâslaru          | Galați          |       | PSD                                                                         |
| Lucreția Roșca                 | Galați          |       | PSD                                                                         |
| Victor-Paul Dobre              | Galați          |       | PNL                                                                         |
| Laurențiu Chirvăsuță           | Galați          |       | UNPR                                                                        |
| George Scarlat                 | Galați          |       | PNL                                                                         |
| Viorel Ștefan                  | Galați          |       | PSD                                                                         |
| Marin Anton                    | Giurgiu         |       | PNL Indépendant (mars 2014) UNPR (mars 2015)                                |
| Daniel Chițoiu                 | Giurgiu         |       | PNL Indépendant (juillet 2014)                                              |
| Florian Nicolae                | Giurgiu         |       | PSD PNL (septembre 2015)                                                    |
| Liliana Ciobanu                | Giurgiu         |       | PPDD Indépendante (décembre 2014)                                           |
| Ioan Viorel Teodorescu         | Giurgiu         |       | PNL UNPR (juillet 2014)                                                     |
| Ion Cupă                       | Gorj            |       | PDL PNL (février 2015) Indépendant (juillet 2014)                           |
| Răzvan Rotaru                  | Gorj            |       | PPDD PC juin 2013) Indépendant (juin 2014)                                  |
| Victor Ponta                   | Gorj            |       | PSD                                                                         |
| Vasile Popeangă                | Gorj            |       | PSD                                                                         |
| Camelia Khraibani              | Gorj            |       | PSD                                                                         |
| Niculina Mocioi                | Gorj            |       | PPDD Indépendante (juin 2013) PDL PNL (février 2015)                        |
| Scarlat Iriza                  | Gorj            |       | PSD Indépendant (février 2015)                                              |
| Mihai Weber                    | Gorj            |       | PSD                                                                         |
| Attila Korodi                  | Harghita        |       | UDMR                                                                        |
| Hunor Kelemen                  | Harghita        |       | UDMR                                                                        |
| István Antal                   | Harghita        |       | UDMR                                                                        |
| Iosif Moldovan                 | Harghita        |       | UDMR                                                                        |
| Mircea Dușa                    | Harghita        |       | PSD                                                                         |
| Eleonora-Carmen Hărău          | Hunedoara       |       | PNL                                                                         |
| Dan-Radu Rușanu                | Hunedoara       |       | PNL                                                                         |
| Radu-Bogdan Țîmpău             | Hunedoara       |       | PNL                                                                         |
| Cornel-Cristian Resmeriță      | Hunedoara       |       | PSD                                                                         |
| Laurențiu Nistor               | Hunedoara       |       | PSD                                                                         |
| Mircia Muntean                 | Hunedoara       |       | PDL PSD (juin 2014)                                                         |
| Natalia-Elena Intotero         | Hunedoara       |       | PSD                                                                         |
| Marian Neacșu                  | Ialomița        |       | PSD                                                                         |
| Mario-Ernest Caloianu          | Ialomița        |       | PPDD UNPR (juin 2014)                                                       |
| Cristiana-Ancuța Pocora        | Ialomița        |       | PNL                                                                         |
| Mihăiță Găină                  | Ialomița        |       | PSD                                                                         |
| Aurelian Ionescu               | Ialomița        |       | PC                                                                          |
| Tinel Gheorghe                 | Ialomița        |       | PDL PNL (février 2015)                                                      |
| Neculai Rățoi                  | Iași            |       | PSD                                                                         |
| Ionel Stancu                   | Iași            |       | AMR                                                                         |
| Gheorghe Emacu                 | Iași            |       | UNPR                                                                        |
| Petru Movilă                   | Iași            |       | PDL Indépendant (février 2014)                                              |
| Oana Manolescu                 | Iași            |       | ALAR                                                                        |
| Anghel Stanciu                 | Iași            |       | PSD                                                                         |
| Cristina Nichita               | Iași            |       | PSD                                                                         |
| Costel Alexe                   | Iași            |       | PNL                                                                         |
| Sorin-Avram Iacoban            | Iași            |       | PSD                                                                         |
| Camelia-Margareta Bogdănici    | Iași            |       | PDL Indépendante (février 2014 UNPR (février 2015)                          |
| Corneliu-Mugurel Cozmanciuc    | Iași            |       | PNL                                                                         |
| Vasile-Daniel Oajdea           | Iași            |       | PPDD                                                                        |
| Constantin Adăscăliței         | Iași            |       | PSD                                                                         |
| Anton Doboș                    | Iași            |       | PNL                                                                         |
| Viorel-Ionel Blăjuț            | Iași            |       | PPDD                                                                        |
| Grigore Crăciunescu            | Iași            |       | PNL                                                                         |
| Radu Stroe                     | Ilfov           |       | PNL Indépendant (juillet 2014) UNPR (janvier 2015)                          |
| Andrei Daniel Gheorghe         | Ilfov           |       | PNL                                                                         |
| Ninel Peia                     | Ilfov           |       | PSD                                                                         |
| Ștefan Burlacu                 | Ilfov           |       | PPDD                                                                        |
| Hubert Petru Ștefan Thuma      | Ilfov           |       | PNL                                                                         |
| Florin-Cristian Tătaru         | Maramureș       |       | PSD                                                                         |
| István Bónis                   | Maramureș       |       | UDMR                                                                        |
| Mircea Dolha                   | Maramureș       |       | PNL                                                                         |
| Cornelia Negruț                | Maramureș       |       | PC                                                                          |
| Mircea Man                     | Maramureș       |       | PDL PNL (février 2015)                                                      |
| Călin-Vasile-Andrei Matei      | Maramureș       |       | PSD                                                                         |
| Nuțu Fonta                     | Maramureș       |       | PPDD UNPR (février 2014)                                                    |
| Vasile Berci                   | Maramureș       |       | PNL                                                                         |
| Gheorghe Șimon                 | Maramureș       |       | PSD                                                                         |
| Ion Marocico                   | Maramureș       |       | UUR                                                                         |
| Marius Manolache               | Mehedinți       |       | PSD                                                                         |
| Viorel Palașcă                 | Mehedinți       |       | PNL Indépendant (juillet 2014)                                              |
| Petre Daea                     | Mehedinți       |       | PSD                                                                         |
| Rodin Traicu                   | Mehedinți       |       | PSD                                                                         |
| Karoly Kerekes                 | Mureș           |       | UDMR                                                                        |
| Vasile-Ghiorghe Gliga          | Mureș           |       | PSD                                                                         |
| Atilla-Béla-László Kelemen     | Mureș           |       | UDMR                                                                        |
| Ionaș-Florin Urcan             | Mureș           |       | PDL PNL (février 2015)                                                      |
| László Borbély                 | Mureș           |       | UDMR                                                                        |
| Cristian-George Sefer          | Mureș           |       | PPDD UNPR (mars 2014)                                                       |
| Corneliu-Florin Buicu          | Mureș           |       | PSD                                                                         |
| Ioan-Cristian Chirteș          | Mureș           |       | PNL                                                                         |
| Dorinel Ursărescu              | Neamț           |       | PNL Indépendant (septembre 2014)                                            |
| Ioan Munteanu                  | Neamț           |       | PSD                                                                         |
| Mihaela Stoica                 | Neamț           |       | PDL Indépendant (avril 2013)                                                |
| Ionel Arsene                   | Neamț           |       | PSD                                                                         |
| Constantin Moisii              | Neamț           |       | PPDD UNPR (mars 2014)                                                       |
| Elena-Gabriela Udrea           | Neamț           |       | PDL Indépendante (février 2013)                                             |
| Vlad Marcoci                   | Neamț           |       | PSD                                                                         |
| Marian Enache                  | Neamț           |       | UNPR                                                                        |
| Liviu Harbuz                   | Neamț           |       | PSD                                                                         |
| Vasile-Cătălin Drăgușanu       | Neamț           |       | PC                                                                          |
| Daniel-Ionuț Bărbulescu        | Olt             |       | PSD                                                                         |
| Constantin-Stelian-Emil Moț    | Olt             |       | PSD                                                                         |
| Dan Ciocan                     | Olt             |       | PSD                                                                         |
| Florin Iordache                | Olt             |       | PSD                                                                         |
| Dumitru Niculescu              | Olt             |       | PPDD Indépendant (décembre 2014) UNPR (mars 2015)                           |
| Virgil Delureanu               | Olt             |       | PSD                                                                         |
| Gigel-Sorinel Știrbu           | Olt             |       | PNL                                                                         |
| Luminița-Pachel Adam           | Olt             |       | PPDD UNPR (juin 2014)                                                       |
| Alexandru Stănescu             | Olt             |       | PSD                                                                         |
| Vlad-Alexandru Cosma           | Prahova         |       | PSD                                                                         |
| Sebastian-Aurelian Ghiță       | Prahova         |       | PNL                                                                         |
| Andrei-Valentin Sava           | Prahova         |       | PSD                                                                         |
| Ion Eparu                      | Prahova         |       | PSD                                                                         |
| Paul Dumbrăvanu                | Prahova         |       | PNL                                                                         |
| Răzvan-Ionuț Tănase            | Prahova         |       | PPDD UNPR (juin 2013) Indépendant (novembre 2014)                           |
| Dragoș-Ionel Gunia             | Prahova         |       | PDL Indépendant (février 2014)                                              |
| Alexandri Nicolae              | Prahova         |       | PNL Indépendant (juillet 2014)                                              |
| Mircea Roșca                   | Prahova         |       | PNL                                                                         |
| George Ionescu                 | Prahova         |       | PDL                                                                         |
| Gabriela-Lola Anghel           | Prahova         |       | PPDD                                                                        |
| Virgil Guran                   | Prahova         |       | PNL Indépendant (septembre 2014)                                            |
| Roberta-Alma Anastase          | Prahova         |       | PDL PNL (février 2015)                                                      |
| Grațiela-Leocadia Gavrilescu   | Prahova         |       | PNL Indépendante (juillet 2014)                                             |
| Dragoș-Gabriel Zisopol         | Prahova         |       | UER                                                                         |
| Sorin Teju                     | Prahova         |       | PNL Indépendante (juillet 2014)                                             |
| Maria-Andreea Paul             | Satu Mare       |       | PDL PNL (février 2015)                                                      |
| Ovidiu Silaghi                 | Satu Mare       |       |                                                                             |
| Octavian Petric                | Satu Mare       |       | PSD                                                                         |
| Istvan Erdei-Doloczki          | Satu Mare       |       | UDMR                                                                        |
| Gábor Kereskényi               | Satu Mare       |       | UDMR                                                                        |
| Lucian-Nicolae Bode            | Sălaj           |       | PDL PNL (février 2015)                                                      |
| Denes Seres                    | Sălaj           |       | UDMR                                                                        |
| Gheorghe-Mirel Taloș           | Sălaj           |       | PNL Indépendant (juillet 2014)                                              |
| Iuliu Nosa                     | Sălaj           |       | PSD                                                                         |
| Ovidiu Ganț                    | Sibiu           |       | FDGR                                                                        |
| Ioan Tămâian                   | Sibiu           |       | PNL                                                                         |
| Raluca Turcan                  | Sibiu           |       | PDL PNL (février 2015)                                                      |
| Gheorghe Roman                 | Sibiu           |       | PSD                                                                         |
| Iacob Pușcaș                   | Sibiu           |       | PPDD Indépendant (mai 2013 UNPR (décembre 2013)                             |
| Ioan Axente                    | Sibiu           |       | PSD                                                                         |
| Gheorghe Frăticiu              | Sibiu           |       | PSD                                                                         |
| Mircea-Vasile Cazan            | Sibiu           |       | PNL                                                                         |
| Ioan Stan                      | Suceava         |       | PSD                                                                         |
| Sanda-Maria Ardeleanu          | Suceava         |       | PDL PNL (février 2015)                                                      |
| Ioan Bălan                     | Suceava         |       | PDL PNL (février 2015)                                                      |
| Ștefan-Alexandru Băișanu       | Suceava         |       | PNL                                                                         |
| Ghervazen Longher              | Suceava         |       | UPR                                                                         |
| Eugen-Constantin Uricec        | Suceava         |       | PSD                                                                         |
| Iulian-Radu Surugiu            | Suceava         |       | PNL                                                                         |
| Dumitru Pardău                 | Suceava         |       | PNL                                                                         |
| Eugen Bejinariu                | Suceava         |       | PSD                                                                         |
| Gavril Mîrza                   | Suceava         |       | PSD                                                                         |
| Constantin Galan               | Suceava         |       | PNL Indépendant (septembre 2014)                                            |
| Cezar Cioată                   | Suceava         |       | PPDD PC (mai 2013)                                                          |
| Ovidiu-Cristian Iane           | Suceava         |       | PSD                                                                         |
| Marin Almăjanu                 | Teleorman       |       | PNL                                                                         |
| Nicolae-Liviu Dragnea          | Teleorman       |       | PSD                                                                         |
| Constantin-Alin Bucur          | Teleorman       |       | PPDD Indépendant (avril 2013) UNPR (octobre 2013)                           |
| Valentin Gabriel Boboc         | Teleorman       |       | PSD                                                                         |
| Lucian Militaru                | Teleorman       |       | PDL PNL (février 2015)                                                      |
| Adrian Constantin Simionescu   | Teleorman       |       | PSD                                                                         |
| Florică Ică Calotă             | Teleorman       |       | PNL Indépendant (septembre 2014)                                            |
| Elena Cătălina Ștefănescu      | Teleorman       |       | PSD                                                                         |
| Florică Bîrsăşteanu            | Timiș           |       | PC                                                                          |
| Cornel-Mircea Sămărtinean      | Timiș           |       | PDL PNL (février 2015)                                                      |
| Horia Cristian                 | Timiș           |       | PNL                                                                         |
| Zsolt Molnar                   | Timiș           |       | UDMR                                                                        |
| Sorin Mihai Grindeanu          | Timiș           |       | PSD                                                                         |
| Ion Răducanu                   | Timiș           |       | PSD                                                                         |
| Alin-Augustin-Florin Popoviciu | Timiș           |       | PDL PNL (février 2015)                                                      |
| Niculae Mircovici              | Timiș           |       | UBBR                                                                        |
| Dorel Covaci                   | Timiș           |       | PSD                                                                         |
| Sorin Constantin Stragea       | Timiș           |       | PSD                                                                         |
| Adrian-Nicolae Diaconu         | Timiș           |       | PPDD UNPR (mai 2014)                                                        |
| Cătălin Tiuch                  | Timiș           |       | PSD                                                                         |
| Petru Andea                    | Timiș           |       | PSD                                                                         |
| Vasile Gudu                    | Tulcea          |       | PDL PNL (février 2015)                                                      |
| Neviser Zaharcu                | Tulcea          |       | PSD                                                                         |
| Liviu Codirlă                  | Tulcea          |       | PPDD UNPR (décembre 2013)                                                   |
| Miron Ignat                    | Tulcea          |       | CRLR                                                                        |
| Octavian Marius Popa           | Tulcea          |       | PNL                                                                         |
| Marian Avram                   | Tulcea          |       | PSD Indépendant (juin 2015)                                                 |
| Ion Bălan                      | Tulcea          |       | PSD                                                                         |
| Ana Birchall                   | Vaslui          |       | PSD                                                                         |
| Adrian Solomon                 | Vaslui          |       | PSD                                                                         |
| Toader Dima                    | Vaslui          |       | PSD                                                                         |
| Tudor Ciuhodaru                | Vaslui          |       | PPDD Indépendant (avril 2015)                                               |
| Victor Cristea                 | Vaslui          |       | PSD                                                                         |
| Florin Ciurariu                | Vaslui          |       | PNL                                                                         |
| Irinel-Ioan Stativă            | Vaslui          |       | PSD                                                                         |
| Sergiu-Constantin Vizitiu      | Vaslui          |       | PDL UNPR (mai 2013)                                                         |
| Dan Bordeianu                  | Vaslui          |       | PNL PSD (novembre 2014)                                                     |
| Romeo Rădulescu                | Vâlcea          |       | PDL Indépendant (septembre 2014)                                            |
| Cristian Buican                | Vâlcea          |       | PNL                                                                         |
| Constantin Rădulescu           | Vâlcea          |       | PDL Indépendant (septembre 2014)                                            |
| Ion Cristinel Marian           | Vâlcea          |       | PPDD                                                                        |
| Traian Dobrinescu              | Vâlcea          |       | PNL                                                                         |
| Constantin Mazilu              | Vâlcea          |       | UNPR                                                                        |
| Angel Tîlvăr                   | Vrancea         |       | PSD                                                                         |
| Nini Săpunaru                  | Vrancea         |       | PNL                                                                         |
| Victor Roman                   | Vrancea         |       | PSD                                                                         |
| Neagu Murgu                    | Vrancea         |       | PPDD UNPR (décembre 2013)                                                   |
| Nicolae-Ciprian Nica           | Vrancea         |       | PSD                                                                         |
| Florin Mihail Secară           | Vrancea         |       | PDL Indépendant (février 2014) UNPR (août 2014) PNL (mars 2015)             |
| Roșca Laurențiu Țigăeru        | Vrancea         |       | PNL UNPR (août 2015)                                                        |
| Daniel Tudorache               | Mun. Bucarest   |       | PSD                                                                         |
| Nicolae Bănicioiu              | Mun. Bucarest   |       | PSD                                                                         |
| Costică Canacheu               | Mun. Bucarest   |       | PDL PNL (février 2015)                                                      |
| Rodica Nassar                  | Mun. Bucarest   |       | PSD                                                                         |
| Ioan Mihăilă                   | Mun. Bucarest   |       | PNTCD UNPR (mars 2014)                                                      |
| Ovidiu-Ioan Dumitru            | Mun. Bucarest   |       | PPDD Indépendant (mai 2013)                                                 |
| Ionuț Vulpescu                 | Mun. Bucarest   |       | PSD                                                                         |
| Dumitru Chiriță                | Mun. Bucarest   |       | PSD                                                                         |
| Dan-Cristian Popescu           | Mun. Bucarest   |       | FC PNL (juillet 2014)                                                       |
| Mihai-Răzvan Sturzu            | Mun. Bucarest   |       | PSD                                                                         |
| Theodor Paleologu              | Mun. Bucarest   |       | PDL Indépendant (février 2014)                                              |
| Gabriela-Maria Podașcă         | Mun. Bucarest   |       | PSD                                                                         |
| Violeta Tudorie                | Mun. Bucarest   |       | PSD                                                                         |
| Raluca-Cristina Ispir          | Mun. Bucarest   |       | PNL                                                                         |
| Răzvan Horia Mironescu         | Mun. Bucarest   |       | PNL                                                                         |
| Ion-Bogdan Mihăilescu          | Mun. Bucarest   |       | PSD                                                                         |
| Dumitru-Iulian Popescu         | Mun. Bucarest   |       | UNPR                                                                        |
| Florin-Alexandru Alexe         | Mun. Bucarest   |       | PNL                                                                         |
| Cătălin-Daniel Fenechiu        | Mun. Bucarest   |       | PPDD                                                                        |
| Gheorghe-Eugen Nicolăescu      | Mun. Bucarest   |       | PNL                                                                         |
| Romeo-Florin Nicoară           | Mun. Bucarest   |       | PPDD PNL (février 2013)                                                     |
| Damian Florea                  | Mun. Bucarest   |       | PC                                                                          |
| Daniel-Stamate Budurescu       | Mun. Bucarest   |       | PNL                                                                         |
| Mihai-Bogdan Diaconu           | Mun. Bucarest   |       | PSD Indépendant (octobre 2014)                                              |
| Georgian Pop                   | Mun. Bucarest   |       | PSD                                                                         |
| Florian-Daniel Geantă          | Mun. Bucarest   |       | PDL Indépendant (février 2014) UNPR (avril 2015)                            |
| Claudiu-Andrei Tănăsescu       | Mun. Bucarest   |       | PC                                                                          |
| Varujan Pambuccian             | Mun. Bucarest   |       | UAR                                                                         |
| Gheorghe Udriște               | Mun. Bucarest   |       |                                                                             |
| Alina-Ștefania Gorghiu         | Mun. Bucarest   |       | PNL                                                                         |
| Ludovic Orban                  | Mun. Bucarest   |       | PNL                                                                         |
| Gheorghe-Vlad Nistor           | Mun. Bucarest   |       | PNL                                                                         |
| Adriana-Diana Tușa             | Mun. Bucarest   |       | PNL                                                                         |
| Aurelian Mihai                 | Etranger        |       | PPDD Indépendant (mai 2013)                                                 |
| Eugen Tomac                    | Etranger        |       | PDL Indépendant (septembre 2013)                                            |
| Mircea Lubanovici              | Etranger        |       | PDL PNL (février 2015)                                                      |
| Ovidiu Alexandru Raețchi       | Etranger        |       | PC PNL (septembre 2014)                                                     |

## Anciens membres
| Nom                  | Județ           | Parti | Parti                            | Démission          | Motif                          | Remplaçant             |
| -------------------- | --------------- | ----- | -------------------------------- | ------------------ | ------------------------------ | ---------------------- |
| Theodor Nicolescu    | Argeș           |       | PNL                              | 12 mai 2015        |                                |                        |
| Viorel Hrebenciuc    | Bacău           |       | PSD                              | 21 octobre 2014    |                                |                        |
| Nicu Marcu           | Bacău           |       | PNL                              | 10 février 2015    |                                |                        |
| Mircea Grosaru       | Bistrița-Năsăud |       | RO.AS.IT                         | 3 février 2014     |                                |                        |
| Ion Ochi             | Brașov          |       | PSD                              | 1er septembre 2015 |                                |                        |
| Ion Diniță           | Brașov          |       | PC                               | 1er avril 2015     |                                |                        |
| Ioan Adam            | Brașov          |       | PSD                              | 19 janvier 2015    |                                |                        |
| George Scutaru       | Buzău           |       | PNL                              | 19 décembre 2014   |                                |                        |
| Gheorghe Coman       | Buzău           |       | PPDD PC (mars 2014)              | 28 avril 2014      |                                |                        |
| Dănuț Culețu         | Constanța       |       | FC PNL (juillet 2014)            | 1er avril 2015     |                                |                        |
| Attila-Gabor Markó   | Covasna         |       | UDMR                             | 1er avril 2014     |                                |                        |
| Nicolae Vasilescu    | Dolj            |       | PSD                              | 10 décembre 2013   |                                |                        |
| Ștefan-Bucur Stoica  | Dolj            |       | PDL                              | 15 octobre 2013    |                                |                        |
| Dan Nica             | Galați          |       | PSD                              | 23 juin 2014       | élection au Parlement européen |                        |
| Aurel Nechita        | Galați          |       | PSD                              | 4 juin 2013        |                                | Laura Marin            |
| Monica Iacob Ridzi   | Hunedoara       |       | PPDD UNPR (octobre 2014)         | 16 février 2015    | condamnation définitive        |                        |
| Relu Fenechiu        | Iași            |       | PNL                              | 30 janvier 2014    |                                |                        |
| Vasile Mocanu        | Iași            |       | PSD                              | 20 avril 2015      |                                |                        |
| Eduard Hellvig       | Ilfov           |       | PNL                              | 9 septembre 2013   |                                | Andrei Daniel Gheorghe |
| Mihai Stănișoară     | Mehedinți       |       | PDL PNL (mars 2013)              | 29 avril 2015      |                                |                        |
| Maria Grapini        | Timiș           |       | PC                               | 25 mars 2014       | élection au Parlement européen | Florică Bîrsăşteanu    |
| Gheorghe Ciobanu     | Timiș           |       | PSD                              | 28 juillet 2015    |                                |                        |
| Aurel Vlădoiu        | Vâlcea          |       | PSD                              | 27 juillet 2015    |                                |                        |
| Vasile Bleotu        | Vâlcea          |       | PSD                              | 11 mars 2014       |                                |                        |
| Miron-Tudor Mitrea   | Vrancea         |       | PSD                              | 2 février 2015     |                                |                        |
| Dinu Giurescu        | Mun. Bucarest   |       | PC                               | 15 mai 2014        |                                |                        |
| George Becali        | Mun. Bucarest   |       | PNL Indépendant (février 2013)   | 20 mai 2013        | condamnation définitive        |                        |
| Oana Niculescu-Mizil | Mun. Bucarest   |       | PSD                              | 12 mars 2015       |                                |                        |
| Octavian Bot         | Mun. Bucarest   |       | PNL Indépendant (septembre 2014) | 18 juillet 2014    |                                |                        |
| Adrian-Alin Petrache | Mun. Bucarest   |       | PSD                              | 11 juin 2014       |                                |                        |
| Marian Ghiveciu      | Buzău           |       | PSD                              |                    | condamnation définitive        |                        |

## Liens extérieurs
- Lista completă a deputaților, 11 decembrie 2012, Ziarul financiar
- Aici sunt alesii dumneavoastra, serial în ziarul Adevărul